# Beatriz Flamini
Pour les articles homonymes, voir Flamini.
Beatriz Flamini est une athlète espagnole. Le 15 avril 2023, elle bat le record de la séclusion la plus longue après avoir passé 500 jours sous terre dans une grotte à Los Gauchos, près de Motril en Espagne,.